# Djamadjoké
Djamadjoké este o comună din departamentul Tabou, regiunea Bas-Sassandra, Coasta de Fildeș.